# Markopil
Markopil (ukrainisch Маркопіль; russisch Маркополь/Markopol, polnisch Markopol) ist ein Dorf in der ukrainischen Oblast Lwiw in der Westukraine mit etwa 700 Einwohnern.
Die Ortschaft liegt im Westen der historischen Landschaft Galizien im Rajon Solotschiw am Fluss Hrabarka (Грабарка), etwa 27 Kilometer südöstlich vom ehemaligen Rajonzentrum Brody und 90 Kilometer östlich vom Oblastzentrum Lwiw entfernt.
Sie gehört verwaltungstechnisch zur Siedlungsgemeinde Pidkamin, bis 2020 bildete sie zusammen mit dem Dorf Schyschkiwzi (Шишківці) die Landratsgemeinde Markopil im Rajon Brody.
Der Ort wurde 1628 durch Jakob Sobieski gegründet (zu Ehren seines Sohnes Marko erhielt der Ort diesen Namen) und erhielt gleichzeitig das Marktrecht verliehen, lag zunächst in der Adelsrepublik Polen-Litauen, Woiwodschaft Ruthenien, und kam 1772 als Markopol zum damaligen österreichischen Kronland Galizien (bis 1911 dann mit dem Status eines Marktes im Bezirk Brody und danach im Bezirk Zborów).
Nach dem Ende des Ersten Weltkrieges kam der Ort zu Polen, war hier ab 1921 als Markopol in die Woiwodschaft Lwów, Powiat Brody, Gmina Pieniaki eingegliedert und wurde im Zweiten Weltkrieg erst von der Sowjetunion und ab 1941 bis 1944 von Deutschland besetzt und dem Distrikt Galizien angeschlossen. Nach der Rückeroberung durch sowjetische Truppen 1944 kam er 1945 wiederum zur Sowjetunion und wurde in die Ukrainische SSR eingegliedert, seit 1991 ist der Ort Teil der heutigen Ukraine. Unter sowjetischer Herrschaft wurde dem Ort 1939 der Marktstatus aberkannt und zum Dorf herabgestuft.